# 10770 Белу-Оризонті
10770 Белу-Оризонті (10770 Belo Horizonte) — астероїд головного поясу, відкритий 15 листопада 1990 року.
Тіссеранів параметр щодо Юпітера — 3,202.